# Parafia Matki Bożej Królowej Polski w Ryczowie
Parafia Matki Bożej Królowej Polski w Ryczowie – parafia rzymskokatolicka w Ryczowie należąca do dekanatu Zator archidiecezji Krakowskiej.